# Méthode Hoshin
Pour les articles homonymes, voir Hoshin.
 (octobre 2020).
 (octobre 2020).
La méthode Hoshin ou chantier Hoshin est un système de management qui permet à l’entreprise de concentrer tous ses efforts et toutes ses ressources dans la réalisation rapide d’un objectif. Elle est également appelée management par percée.

## Définition
Hoshin management - Hoshin signifie en japonais ce qui montre la bonne direction (Ho = direction, Shin = boussole). C'est ce qui pointe la direction (comme l'aiguille de la boussole).
Méthode orientant l’ensemble des activités du personnel de toute l’entreprise de façon qu’elle atteigne ses objectifs principaux et qu’elle réagisse rapidement aux évolutions de son environnement.
Elle peut être utilisée partout.

### Champ d’application
Cette méthode de management contribue à la mise en œuvre d’une politique d’établissement centrée sur les objectifs prioritaires. L'objectif est de fournir les ressources à la mise en place d'une nouvelle organisation rapide. La méthode Hoshin est applicable dans le domaine de l'industrie et notamment celle de l'automobile, de l'aéronautique, de la mécanique et de l'électronique pour optimiser et équilibrer le flux de production.  

### Origine
Dans la seconde moitié des années 1960, certains aspects du management par percée ont été développés par des entreprises japonaises (Toyota, Komatsu, Bridgestone Tyre Company). À la fin des années 1960, le management par percée est structuré. Il devient l’un des principaux composants du Lean management.

### Description

Roue de Deming

La méthode suit la logique de la boucle de la qualité dite roue de Deming (Plan Do Check Act). C'est une démarche qui, étant volontaire, doit être dynamique. Elle devient un challenge pour tous, car elle est une somme d’actions individuelles pour un projet commun.
Hoshin est un processus stratégique ayant des répercussions à tous les niveaux de l'entreprise. Dans le processus Hoshin, les objectifs sont définis par les plus hautes autorités.
On suppose alors que ces objectifs sont critiques pour se démarquer de la concurrence ou, au moins, ils aideront, lorsque réalisés, l'entreprise à survivre ou à rester dans la course.
Les autres niveaux (division, filiale, section) doivent suivre ou peuvent proposer leurs propres objectifs, à condition qu'ils soient "dérivés" de la direction établie.
Souvent, on ne discute pas. Dans ce processus, les intervenants sont nombreux. Enfin, ce déploiement méthodique d’une activité, d’un produit ou d’un processus est limité dans le temps.

## Objectifs

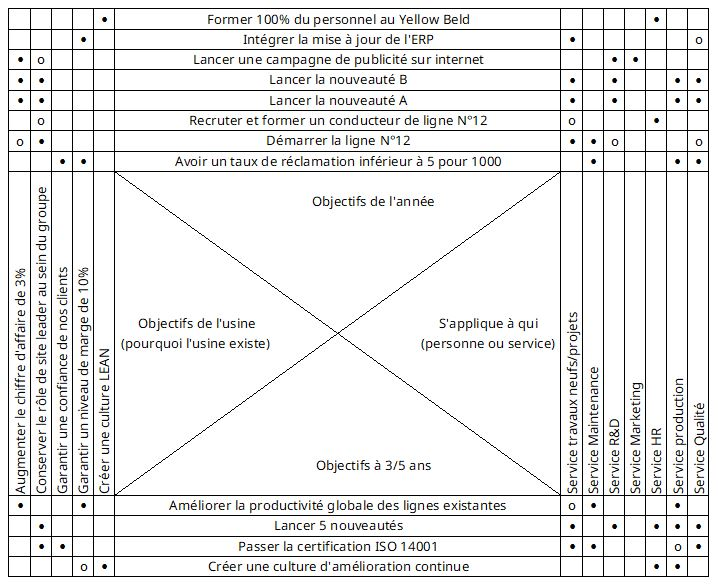
Exemple de diagramme Hoshin pour la fixation des objectifs.

Les objectifs de cette méthode peuvent se résumer ainsi:
- Orienter l’ensemble du personnel vers les objectifs clés de l’entreprise.
- Orienter l’ensemble des fonctions et des tâches sur les objectifs clés de l’entreprise afin de réaliser des percées, c’est-à-dire des innovations marquantes dans tel ou tel domaine.
- Adapter rapidement et efficacement les objectifs et activités de l’entreprise aux changements de la société, de l’environnement.

Hoshin est le plus souvent mis en œuvre pour la conduite stratégique de percée pour piloter des actions d'amélioration ou régler des problèmes.
Hoshin est un outil à trois fonctions :
- la communication
- la planification
- le contrôle

Un des points forts du Hoshin est sa capacité à traduire des objectifs qualitatifs, définis au plus haut niveau, en objectifs quantitatifs et plans d'action. Il permet de focaliser de nombreuses ressources sur un nombre restreint d'actions prioritaires.

Cette méthode peut être utilisée dans la gestion de production pour améliorer, d'un point de vue assez large, un des points du triptyque "Coûts, Délais, Qualité".

Chaque acteur concerné doit élaborer une stratégie pour atteindre l’objectif du niveau supérieur du déploiement.

## Méthodologie

### Identification des axes de percée
Identifier les axes de percée en cohérence avec les thèmes d’amélioration continue :
- Réflexion sur le passé : ce qui est,
- Examen de l’environnement : ce qui devrait être
- Focalisation sur des points vitaux : ce qui doit être
- Besoins futurs - vision : ce qui est voulu.

Définir des objectifs ambitieux et réalistes à intégrer dans le travail quotidien.

### Déploiement des axes de percée
Définir les moyens pour engager l’effort et obtenir le consensus sur la démarche qui va être entreprise.

Définir la stratégie. Chaque acteur ou service concerné doit élaborer une stratégie pour atteindre l’objectif du niveau supérieur du déploiement.
Animer la concertation avec ses propres collaborateurs, avec les autres services impliqués, les responsables des processus transverses, son responsable hiérarchique...

C’est le principe du jeu de balle (catchball) : lancer la balle, attraper la balle, se concentrer sur ce que l’on va en faire, agir pour améliorer le jeu.

Analyser les résultats. Chaque niveau fournit des indicateurs qui sont analysés. Des actions correctives sont mises en place si nécessaire.
Ce processus est évolutif et il suit le principe PDCA (dite Roue de Deming) :
- Plan/Prévoir
- Do/Faire
- Check/Vérifier
- Act/Réagir

C’est une démarche d’anticipation et un moyen de piloter efficacement des projets importants pour l’entreprise.

### Diagnostic du Président
Ce diagnostic joue un rôle prépondérant dans le Management par Percée. Le Président conduit en personne cet audit, annoncé un an à l’avance. Il est à l’écoute de l’équipe et vérifie le bon déroulement du processus.

Il démontre ainsi l’engagement et l’implication des responsables. C’est une marque d’intérêt et une source d’enrichissement et d’échange pour tous.

### Pièges
La technique du Hoshin s'inscrit dans une politique d'amélioration progressive et constante (Kaizen).
La durée peut se révéler fatale si on ne prend pas garde à maintenir le système en vie.

Le désintérêt et la facilité sont 2 des principaux pièges. Les objectifs doivent être ambitieux et les contrôles fréquents.

Le désintérêt apparaît si les périodes d'évaluation et de contrôle sont trop espacées, car les acteurs finiront par ne plus intégrer leurs objectifs dans le travail quotidien, mais s'exciteront pour fournir des éléments juste avant le contrôle (syndrome de fin de mois).

### Ressources nécessaires
Une formation aux outils de développement de la méthode ainsi que l'appui d'un méthodologiste pour encadrer la démarche sont recommandés pour bien mener ce projet.

### Conditions de réussite
Certaines conditions sont nécessaires pour la bonne marche de ce projet:
- Adhésion du personnel à ce type de management.
- Maintien de la motivation des acteurs car la démarche se déroule sur le long terme.
- Suivi à intervalles rapprochés des indicateurs et des objectifs.
- Détermination d’objectifs ambitieux et réalistes.
- Vision à long terme de l’entreprise.

## Conclusion
La méthode présente des intérêts évidents :
- Simple à appliquer
- Focalise l’énergie collective sur des objectifs majeurs
- Permet de mieux connaître la réalité du terrain
- Développe la créativité, la communication
- Permet la découverte de nouveaux enjeux
- Aide à vivre les changements dus à l’évolution de l’économie et de l’environnement.

## Synonymes et variantes de la méthode Hoshin
- Déploiement de politique (Policy deployment)
- Policy management
- Goal deployment